# Musa Ćazim Ćatić
Musa Ćazim Ćatić (Odžak, 12. ožujka 1878. – Tešanj, 6. travnja 1915.), bosanskohercegovački i hrvatski preporodni književnik.

## Životopis
Musa Ćazim Ćatić rođen je u Odžaku 1878. godine. Otac Hasan mu je bio maloposjednik. U rodnom gradu je pohađao mekteb, a istovremeno pohađao je i državnu pučku školu. Nakon očeve smrti i majčine preudaje seli se u Tešanj, uči brijački zanat, upisuje se u medresu i uči kod tešanjskog muftije Mesud ef. Smajlbegovića turski, arapski i perzijski jezik. 
Godine 1898. odlazi u Istanbul, gdje se upoznaje s Osmanom Đikićem, a već sljedeće godine vraća se kući i potom tri godine služi vojsku u Tuzli i Budimpešti. Otuda ponovo odlazi u Istanbul, 1902. godine, gdje pohađa medresu Mektebi Numunci Terreke, a zatim je prešao u gimnaziju. Zbog imovinskih neprilika vraća se u Sarajevo i tu upisuje Šerijatsku sudačku školu (Nuvvab). Tu je studirao od 1904. godine do 1908. godine dok nije, 11. travnja, isključen iz škole. Već tada djeluje u brojnim listovima, ponajviše u Beharu, Bošnjaku te u zagrebačkim časopisima: Domaćem ognjištu, Pobratimu, Sijelu, Prosvjeti, Mladoj Hrvatskoj i Hrvatskoj smotri. Bio je velikim podupirateljem Hrvatske narodne legije, te se osjećao dijelom hrvatskoga bića i izjašnjavao Hrvatom. Svoje hrvatstvo iskazivao je i svojim stihovima: "Postojbino draga Mladena i Tvrtka! / Hrvatstvo mi tvoje baštinstvo je sveto. / Ah, neka je samrt i teška i gorka, / Za spas tvoj i sreću, mog života eto!"
Nakon što je zbog boemskog života isključen iz internata, preuzima uredništvo Behara, diplomira, odlazi u Zagreb, upisuje Pravni fakultet, druži se s Matošem i Ujevićem i 1910. godine vraća se u Bosnu, gdje u više mjesta (Bjeljina, Tešanj, Sarajevo) službuje da bi napokon preuzeo časopis Biser u Mostaru i sav se posvetio spisateljskom radu: piše pjesme, eseje, kritike, prevodi brojne studije i knjige, za Kalajdžićevu Muslimansku biblioteku. Ali, već 1914. ponovo biva uvojačen, prebačen u Tuzlu, pa u Oerkeny u Mađarskoj. Vraćajući se u Oerkenyu s jedne zabave u vojarnu, pri piću, pao je i ostao u snijegu gdje je nađen već polusmrznut. Tada se razbolio od tuberkuloze, pa je poslije kratkog liječenja vraćen kući kao neizlječiv.
U Tešnju mu je Ademaga Mešić pokušao pomoći dodijelivši mu posebnog liječnika i svu moguću njegu ali Ćatić umire 6. travnja 1915. godine, u 4 sata poslijepodne. Na njegovom grobu mezaru u Tešnju stoji isklesano: "Ovdje leži pjesnik odličnoga dara, koji nije tražio časti ni šićara, već boemski živio i čuvenstveno pjevo, dok ga smrt ne doprati do ovog mezara." Mnoge škole u Bosni i Hercegovini nose njegovo ime među kojima je i tešanjska Gimnazija "Musa Ćazim Ćatić".

## Djela
- Nekoliko islamskih ustanova (Zagreb 1900)
- Pjesme od godine 1900 do 1908. Prva knjiga (Mostar 1914)

### Posmrtno
- Izabrane pjesme (Sarajevo, 1928)
- Odabrane pjesme. Jubilarno izdanje u povodu pedesetogodišnjice smrti pjesnika 1915-1965. (Zagreb, 1965)
- Pjesme. - Milan Šenoa - Franjo Horvat Kiš - Musa Ćazim Ćatić (Zagreb, 1966)
- Sabrana djela I. Izvorna poezija - Prevodi pjesama i prepjevi (Tešanj 1968)
- Sabrana djela II. Izvorna proza - Prevedena proza - Drugi o Ćatiću (Tešanj 1968)
- Pjesme vjere (Sarajevo, 1978)
- Ja nijesam sanjar i druge pjesme. Izbor (Sarajevo, 1981)
- Pjesme (Sarajevo 1981)
- Pjesme. Izbor (Sarajevo, 1981)
- Izabrana djela (Sarajevo 1988)
- Pjesme i prepjevi (Sarajevo, 1991)
- Ljubavi (Zagreb 1993)
- Boje i mirisi - Pjesme (izbor) (Sarajevo 1997)
- Pjesme (Sarajevo, 1998)
- Izabrane pjesme. Musa Ćazim Ćatić (Mostar, 2000)
- Pjesme, prepjevi, eseji (Sarajevo, 2002)
- Safvet-beg Bašagić. Izabrana djela. Musa Ćazim Ćatić. Izabrana djela (Zagreb, 2005)

## Vanjske poveznice
- Izabrane pjesme